# Toponímia autòctona del Friül-Venècia Júlia
Llistem tot seguit els topònims municipals del Friül-Venècia Júlia en la forma oficial italiana i en la forma autòctona de la llengua respectiva, segons les llistes oficialment establertes.
Les llengües autòctones són: furlà, eslovè, alemany i vènet. L'ordenació és per llengua territorial, amb subordenació per província i, dins aquesta, distingint entre reconeixement en exclusiva, d'una banda, i reconeixement compartit amb alguna altra llengua autòctona (municipis bilingües o, més sovint, municipis amb diversos sectors lingüístics territorialment diferenciats).

## Municipis furlanòfons
Vegeu Municipis oficialment furlanòfons.

## Municipis amb presència eslovena

### Província d'Udin: municipis de majoria eslovena
| Italià                 | Eslovè                 |  |
| ---------------------- | ---------------------- |  |
| Drenchia               | Dreka                  |  |
| Grimacco               | Grmek                  |  |
| Lusevera               | Bardo                  |  |
| Pulfero                | Podbonesec             |  |
| Resia                  | Rezija                 |  |
| San Leonardo           | Svet Lienart, Podatuna |  |
| San Pietro al Natisone | Špeter Slovenov        |  |
| Savogna                | Savodnja               |  |
| Stregna                | Srednje                |  |
| Taipana                | Tipana                 |  |

### Província d'Udin: municipis amb sectors eslovens (i majoria furlana)
| Italià/Furlà                | Eslovè    |  |
| --------------------------- | --------- |  |
| Attimi/Atimi                | Ahten     |  |
| Cividale del Friuli/Cividât | Čedad     |  |
| Faedis/Faedis               | Fojda     |  |
| Nimis/Nimis                 | Nime      |  |
| Prepotto/Prepot             | Prapotno  |  |
| Torreano/Torean             | Tavorjana |  |

### Província d'Udin: municipis trilingües amb sector eslovè
| Italià                | Eslovè                                                  |  |
| --------------------- | ------------------------------------------------------- |  |
| Malborghetto-Valbruna | Naborjet-Ovčja ves [amb sectors furlans i alemanys]     |  |
| Tarvisio              | Trbiž [amb sectors furlans i alemanys]                  |  |
| Pontebba              | Tablija (no reconegut) [amb sectors furlans i alemanys] |  |

### Província de Gurize: municipis de majoria eslovena
| Italià                 | Eslovè           |  |
| ---------------------- | ---------------- |  |
| Doberdò del Lago       | Doberdob         |  |
| San Mariano del Collio | Steverjan        |  |
| Savogna d'isonzo       | Savodnje ob Soči |  |

### Província de Gurize: municipis amb sectors eslovens
| Italià               | Llengua majoritària              | Eslovè                                  |  |
| -------------------- | -------------------------------- | --------------------------------------- |  |
| Cormons              | furlà Cormons                    | Krmin                                   |  |
| Dolegna del Collio   | furlà Dolègne dal Cuèi           | Dolenje (no reconegut, per consumpció?) |  |
| Gorizia              | furlà Gurize                     | Gorica                                  |  |
| Monfalcone           | furlà Monfalcon, vènet Monfalcòn | Tržič                                   |  |
| Ronchi dei Legionari | vènet Ronchi                     | Ronke                                   |  |
| Sagrado              | furlà Segrât, vènet Sagrà        | Zagraj                                  |  |

### Província de Trieste: municipis de majoria eslovena (amb sectors vènets)
| Italià                  | Eslovè     |  |
| ----------------------- | ---------- |  |
| San Dorligo della Valle | Dolina     |  |
| Monrupino               | Repentabor |  |
| Sgonico                 | Zgonik     |  |

### Província de Trieste: municipis amb sectors eslovens (i majoria vèneta)
| Italià         | Eslovè          |  |
| -------------- | --------------- |  |
| Duino-Aurisina | Devin-Nabrežina |  |
| Muggia         | Milje           |  |
| Trieste        | Trst            |  |

## Municipis amb presència germanòfona (província d'Udin)
| Italià                                                  | Alemany                                               |  |
| ------------------------------------------------------- | ----------------------------------------------------- |  |
| Malborghetto-Valbruna                                   | Malborgeth-Wolfsbach [amb sectors furlans i eslovens] |  |
| Pontebba                                                | Pontafel [amb sectors furlans i eslovens]             |  |
| Sauris (furlà Sauris)                                   | Zahre [també furlà]                                   |  |
| Tarvisio                                                | Tarvis [amb sectors furlans i eslovens]               |  |
| Timau (furlà Tamau, dins el municipi de Paluzza/Paluce) | Tischelwang (local, Tischlbong)                       |  |

## Municipis amb presència vèneta

### Província de Pordenon: municipis de majoria vèneta (comarca de Sathil)
| Italià               | Vènet        |  |
| -------------------- | ------------ |  |
| Brugnera             | Brugnera     |  |
| Caneva               | Caneva       |  |
| Pasiano di Pordenone | Pasiàn       |  |
| Porcia               | Porcìa       |  |
| Prata di Pordenone   | Prata        |  |
| Pravisdomini         | Pravisdòmine |  |
| Sacile               | Sathil       |  |

### Província de Pordenon: municipis amb presència vèneta
| Italià/Furlà       | Vènet    |  |
| ------------------ | -------- |  |
| Maniago/Manià      | Maniago  |  |
| Pordenone/Pordenon | Pordenòn |  |

### Província d'Udin: municipis de majoria vèneta
| Italià          | Vènet |  |
| --------------- | ----- |  |
| Marano Lagunare | Maràn |  |

### Província d'Udin: municipis amb presència vèneta
| Italià/Furlà | Vènet |  |
| ------------ | ----- |  |
| Udine/Udin   | Ùdine |  |

### Província de Gurize: municipis de majoria vèneta
| Italià               | Vènet                          |  |
| -------------------- | ------------------------------ |  |
| Fogliano Redipuglia  | Foàin Ridipùie                 |  |
| Ronchi dei Legionari | Ronchi [amb sector eslovè]     |  |
| San Canzian d'Isonzo | San Ganziàn [amb sector furlà] |  |
| San Pier d'Isonzo    | San Piero                      |  |
| Staranzano           | Staranzàn                      |  |
| Turriaco             | Turiàc                         |  |

### Província de Gurize: municipis amb presència vèneta
| Italià/Furla         | Vènet                                  |  |
| -------------------- | -------------------------------------- |  |
| Monfalcone/Monfalcon | Monfalcòn [amb furlà, i sector eslovè] |  |
| Sagrado/Segrât       | Sagrà [amb sectors furlà i eslovè]     |  |

### Província de Trieste: municipis de majoria vèneta (amb sectors eslovens)
| Italià/Furla   | Vènet          |  |
| -------------- | -------------- |  |
| Duino-Aurisina | Duìn-Nebresina |  |
| Muggia         | Muja           |  |
| Trieste        | Trieste        |  |

### Prov de Trieste: municipis amb sectors vènets (i majoria eslovena)
| Italià                  | Vènet    |  |
| ----------------------- | -------- |  |
| San Dorligo della Valle | Dolina   |  |
| Monrupino               | Monrupin |  |
| Sgonico                 | Sgonico  |  |